# Kvalifikace na Mistrovství Evropy ve fotbale 2000 – skupina 2
Zápasy této kvalifikační skupiny na Mistrovství Evropy ve fotbale 2000 se konaly v letech 1998 a 1999. Z šesti účastníků si postup na závěrečný turnaj zajistil vítěz skupiny. Druhý tým skupiny hrál buď baráž, nebo postoupil také přímo (pokud byl nejlepší v žebříčku týmů na druhých místech).

## Tabulka
| Tým       | B  | Z  | V | R | P | VG | IG | +/- |
| --------- | -- | -- | - | - | - | -- | -- | --- |
| Norsko    | 25 | 10 | 8 | 1 | 1 | 21 | 9  | +12 |
| Slovinsko | 17 | 10 | 5 | 2 | 3 | 12 | 14 | -2  |
| Řecko     | 15 | 10 | 4 | 3 | 3 | 13 | 8  | +5  |
| Lotyšsko  | 13 | 10 | 3 | 4 | 3 | 13 | 12 | +1  |
| Albánie   | 7  | 10 | 1 | 4 | 5 | 8  | 14 | -6  |
| Gruzie    | 5  | 10 | 1 | 2 | 7 | 8  | 18 | -10 |

## Zápasy
| 5. září 1998     |          |         |                                                                         |
| Gruzie           | 1 – 0    | Albánie | Boris Paichadze, Tbilisi diváci: 35,000 rozhodčí: Claude Detruche (SUI) |
| A. Arveladze 66' | (Report) |         | Boris Paichadze, Tbilisi diváci: 35,000 rozhodčí: Claude Detruche (SUI) |

| 6. září 1998                |          |                  |                                                                              |
| Řecko                       | 2 – 2    | Slovinsko        | Olympijský stadion, Atény diváci: 28,908 rozhodčí: Alfredo Trentalange (ITA) |
| Machlas 55' Frantzeskos 58' | (Report) | Zahovič 18', 72' | Olympijský stadion, Atény diváci: 28,908 rozhodčí: Alfredo Trentalange (ITA) |

| 6. září 1998  |          |                                               |                                                             |
| Norsko        | 1 – 3    | Lotyšsko                                      | Ulleval, Oslo diváci: 11,031 rozhodčí: Sergei Shmolik (BLR) |
| Solbakken 17' | (Report) | Pahars 11' Štolcers 53' Zemļinskis 64' (pen.) | Ulleval, Oslo diváci: 11,031 rozhodčí: Sergei Shmolik (BLR) |

| 10. října 1998 |       |        |                                                                        |
| Lotyšsko       | 1 – 0 | Gruzie | Daugavas stadions, Riga diváci: 1 900 rozhodčí: Constantin Zotta (ROU) |
| Štolcers 2'    |       |        | Daugavas stadions, Riga diváci: 1 900 rozhodčí: Constantin Zotta (ROU) |

| 10. října 1998 |       |                    |                                                                           |
| Slovinsko      | 1 – 2 | Norsko             | Bežigrad Stadium, Lublaň diváci: 7,000 rozhodčí: Andreas Schluchter (SUI) |
| Zahovic 24'    |       | Flo 45' Rekdal 80' | Bežigrad Stadium, Lublaň diváci: 7,000 rozhodčí: Andreas Schluchter (SUI) |

| 14. října 1998                              |       |        |                                                                        |
| Řecko                                       | 3 – 0 | Gruzie | Olympijský stadion, Atény diváci: 15,000 rozhodčí: Atanas Uzunov (BUL) |
| Machlas 12' Liberopoulos 15' Ouzounidis 36' |       |        | Olympijský stadion, Atény diváci: 15,000 rozhodčí: Atanas Uzunov (BUL) |

| 14. října 1998         |       |                    |                                                            |
| Norsko                 | 2 – 2 | Albánie            | Ullevaal, Oslo diváci: 17,770 rozhodčí: Gerd Grabher (AUT) |
| Rekdal 81' H. Berg 86' |       | Bushi 37' Tare 52' | Ullevaal, Oslo diváci: 17,770 rozhodčí: Gerd Grabher (AUT) |

| 14. října 1998 |       |          |                                                                     |
| Slovinsko      | 1 – 0 | Lotyšsko | Ljudski vrt, Maribor diváci: 6,000 rozhodčí: Karen Nalbandyan (ARM) |
| Udovic 86'     |       |          | Ljudski vrt, Maribor diváci: 6,000 rozhodčí: Karen Nalbandyan (ARM) |

| 18. listopadu 1998 |       |       |                                                                                        |
| Albánie            | 0 – 0 | Řecko | Qemal Stafa Stadium, Tirana diváci: 15,000 rozhodčí: Victor Jose Esquinas Torres (ESP) |
|                    |       |       | Qemal Stafa Stadium, Tirana diváci: 15,000 rozhodčí: Victor Jose Esquinas Torres (ESP) |

| 27. března 1999 |       |           |                                                                             |
| Gruzie          | 1 – 1 | Slovinsko | Boris Paichadze Stadium, Tbilisi diváci: 20,000 rozhodčí: Alain Hamer (LUX) |
| Dzhanashia 42'  |       | Knavs 52' | Boris Paichadze Stadium, Tbilisi diváci: 20,000 rozhodčí: Alain Hamer (LUX) |

| 27. března 1999 |       |                   |                                                                        |
| Řecko           | 0 – 2 | Norsko            | Olympijský stadion, Atény diváci: 50,000 rozhodčí: Leslie Irvine (ENG) |
|                 |       | Solskjær 37', 86' | Olympijský stadion, Atény diváci: 50,000 rozhodčí: Leslie Irvine (ENG) |

| 31. března 1999 |       |       |                                                                        |
| Lotyšsko        | 0 – 0 | Řecko | Daugavas stadions, Riga diváci: 3 200 rozhodčí: Knud Erik Fisker (DEN) |
|                 |       |       | Daugavas stadions, Riga diváci: 3 200 rozhodčí: Knud Erik Fisker (DEN) |

| 28. dubna 1999 |       |         |                                                                   |
| Lotyšsko       | 0 – 0 | Albánie | Daugavas stadions, Riga diváci: 2 700 rozhodčí: Eric Romain (BEL) |
|                |       |         | Daugavas stadions, Riga diváci: 2 700 rozhodčí: Eric Romain (BEL) |

| 28. dubna 1999 |       |                                       |                                                                             |
| Gruzie         | 1 – 4 | Norsko                                | Boris Paichadze Stadium, Tbilisi diváci: 20,000 rozhodčí: Sándor Puhl (HUN) |
| Dzhanashia 57' |       | Iversen 16' Flo 25', 35' Solskjær 37' | Boris Paichadze Stadium, Tbilisi diváci: 20,000 rozhodčí: Sándor Puhl (HUN) |

| 30. května 1999 |       |        |                                                          |
| Norsko          | 1 – 0 | Gruzie | Ullevaal, Oslo diváci: 18,236 rozhodčí: Luc Huyghe (BEL) |
| Iversen 4'      |       |        | Ullevaal, Oslo diváci: 18,236 rozhodčí: Luc Huyghe (BEL) |

| 5. června 1999 |       |                              |                                                                               |
| Gruzie         | 1 – 2 | Řecko                        | Boris Paichadze Stadium, Tbilisi diváci: 15,000 rozhodčí: William Young (SCO) |
| Ketsbaia 55'   |       | Mavrogenidis 85' Machlas 89' | Boris Paichadze Stadium, Tbilisi diváci: 15,000 rozhodčí: William Young (SCO) |

| 5. června 1999 |       |                    |                                                                         |
| Albánie        | 1 – 2 | Norsko             | Qemal Stafa Stadium, Tirana diváci: 5,000 rozhodčí: Livio Bazzoli (ITA) |
| Tare 16'       |       | Iversen 3' Flo 83' | Qemal Stafa Stadium, Tirana diváci: 5,000 rozhodčí: Livio Bazzoli (ITA) |

| 5. června 1999 |       |                         |                                                                               |
| Lotyšsko       | 1 – 2 | Slovinsko               | Daugavas stadions, Riga diváci: 2,800 rozhodčí: Juan Manuel Brito Arceo (ESP) |
| Pahars 18'     |       | Zahovic 27', 43' (pen.) | Daugavas stadions, Riga diváci: 2,800 rozhodčí: Juan Manuel Brito Arceo (ESP) |

| 9. června 1999 |       |                    |                                                                         |
| Albánie        | 0 – 1 | Slovinsko          | Qemal Stafa Stadium, Tirana diváci: 8,000 rozhodčí: Adrian Stoica (ROU) |
|                |       | Zahovic 26' (pen.) | Qemal Stafa Stadium, Tirana diváci: 8,000 rozhodčí: Adrian Stoica (ROU) |

| 9. června 1999      |       |                                        |                                                                        |
| Řecko               | 1 – 2 | Lotyšsko                               | Olympijský stadion, Atény diváci: 15,000 rozhodčí: Lubomír Puček (CZE) |
| Niniadis 37' (pen.) |       | Verpakovskis 24' Zemļinskis 90' (pen.) | Olympijský stadion, Atény diváci: 15,000 rozhodčí: Lubomír Puček (CZE) |

| 18. srpna 1999         |       |         |                                                                         |
| Slovinsko              | 2 – 0 | Albánie | Bežigrad Stadium, Lublaň diváci: 8,000 rozhodčí: Joaquim da Silva (POR) |
| Zahovic 49' Osterc 80' |       |         | Bežigrad Stadium, Lublaň diváci: 8,000 rozhodčí: Joaquim da Silva (POR) |

| 4. září 1999             |       |                                 |                                                                       |
| Albánie                  | 3 – 3 | Lotyšsko                        | Qemal Stafa Stadium, Tirana diváci: 4,000 rozhodčí: Alain Hamer (LUX) |
| Bushi 29', 78' Mukaj 90' |       | Astafjevs 20', 62' Štolcers 70' | Qemal Stafa Stadium, Tirana diváci: 4,000 rozhodčí: Alain Hamer (LUX) |

| 4. září 1999    |       |       |                                                           |
| Norsko          | 1 – 0 | Řecko | Ullevaal, Oslo diváci: 24,133 rozhodčí: Markus Merk (GER) |
| Leonhardsen 34' |       |       | Ullevaal, Oslo diváci: 24,133 rozhodčí: Markus Merk (GER) |

| 4. září 1999             |       |                  |                                                                     |
| Slovinsko                | 2 – 1 | Gruzie           | Bežigrad Stadium, Lublaň diváci: 8,500 rozhodčí: Jan Wegereef (NED) |
| Ačimovič 48' Zahovic 80' |       | S. Arveladze 55' | Bežigrad Stadium, Lublaň diváci: 8,500 rozhodčí: Jan Wegereef (NED) |

| 8. září 1999                     |       |                             |                                                                                  |
| Gruzie                           | 2 – 2 | Lotyšsko                    | Boris Paichadze Stadium, Tbilisi diváci: 15,000 rozhodčí: Miroslav Radoman (YUG) |
| S. Arveladze 30' Kavelašvili 52' |       | Bleidelis 62' Stepanovs 90' | Boris Paichadze Stadium, Tbilisi diváci: 15,000 rozhodčí: Miroslav Radoman (YUG) |

| 8. září 1999                                               |       |           |                                                                |
| Norsko                                                     | 4 – 0 | Slovinsko | Ullevaal, Oslo diváci: 24,288 rozhodčí: Gilles Veissière (FRA) |
| Istenič 15' (vl.) Iversen 17' Solskjær 30' Leonhardsen 67' |       |           | Ullevaal, Oslo diváci: 24,288 rozhodčí: Gilles Veissière (FRA) |

| 6. října 1999             |       |         |                                                                          |
| Řecko                     | 2 – 0 | Albánie | Olympijský stadion, Atény diváci: 11,500 rozhodčí: Valentin Ivanov (RUS) |
| Tsartas 1' Georgiadis 87' |       |         | Olympijský stadion, Atény diváci: 11,500 rozhodčí: Valentin Ivanov (RUS) |

| 9. října 1999        |       |                  |                                                                           |
| Albánie              | 2 – 1 | Gruzie           | Qemal Stafa Stadium, Tirana diváci: 3,000 rozhodčí: Alfred Micallef (MLT) |
| Rraklli 30' Kola 36' |       | S. Arveladze 52' | Qemal Stafa Stadium, Tirana diváci: 3,000 rozhodčí: Alfred Micallef (MLT) |

| 9. října 1999 |       |                      |                                                                      |
| Lotyšsko      | 1 – 2 | Norsko               | Daugavas stadions, Riga diváci: 2 500 rozhodčí: Dietmar Drabek (AUT) |
| Pahars 52'    |       | Solskjær 51' Flo 85' | Daugavas stadions, Riga diváci: 2 500 rozhodčí: Dietmar Drabek (AUT) |

| 9. října 1999 |       |                                           |                                                                      |
| Slovinsko     | 0 – 3 | Řecko                                     | Ljudski vrt, Maribor diváci: 2,500 rozhodčí: Gamal Al-Ghandour (EGY) |
|               |       | Tsartas 39' Georgiadis 43' Nikolaidis 72' | Ljudski vrt, Maribor diváci: 2,500 rozhodčí: Gamal Al-Ghandour (EGY) |